# 關門古道

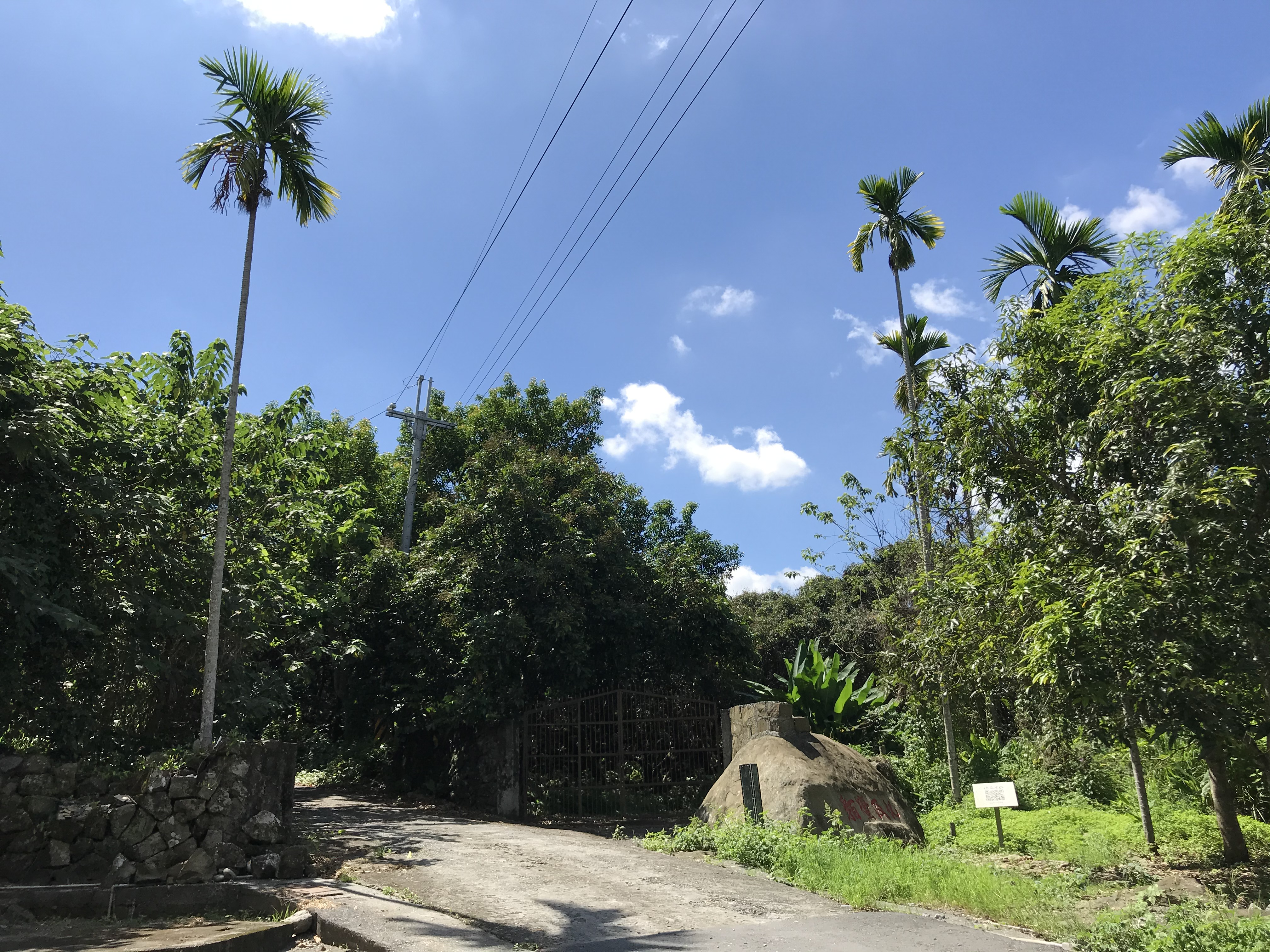
化及蠻貊碣

關門古道，又稱新中路、集集水尾道路、拔仔庄道路、丹大越嶺道，是台灣中部一條東西橫貫中央山脈的古道，起點從集集鎮集集市街開始；通到花蓮縣瑞穗鄉（水尾），是清治時所開闢的最後一條橫貫中央山脈的開山道路，為因應清法戰爭後，開鑿於1887年。之所以會叫關門古道，主要因古道橫越過中央山脈之關門山山頂而得名。西段與丹大林道大致相同，經七彩湖至東段林田山鐵道與萬榮林道接合，與台電新東西線路徑大致相同。
1987年4月17日，內政部正式以文號「台內民字第484806號」公告，將八通關古道及沿途遺留多件紀念開山撫番之碑碣列為國家一級古蹟。然而學者認為1887年所立的化及蠻貊碣，與時已荒廢、1875年開通的八通關古道並無關係，而是10多年後開鑿關門古道時所遺留。其時因人亡政息、缺乏經費、年久失修、原住民人為與天災破壞，八通關古道已荒廢，而此碣位置在往水里的路上，並不是在牛輼轆（濁水溪轉南往陳有蘭溪谷處）。